# Національна дорога 43 (Польща)
Національна дорога 43 (пол. Droga krajowa nr 43, DK43) — національна дорога класу G, що проходить через Лодзьке, Опольське та Сілезьке воєводства, довжиною 75,5 км. З'єднує Велюнь з Ченстоховою. Дорога має спільну ділянку з дорогою № 42 між Рудниками та Явожно довжиною приблизно 4 км та коротку спільну ділянку з дорогою № 46 у Ченстохові.

## Допустиме навантаження на вісь
З 13 березня 2021 року на дорогах дозволено рух транспортних засобів з навантаженням на одну ведучу вісь до 11,5 тонн.

### До 13 березня 2021 року
Раніше рух транспортних засобів із навантаженням на одну вісь до 10 тонн було дозволено на всій протяжності дороги державного значення № 43.

## Історія

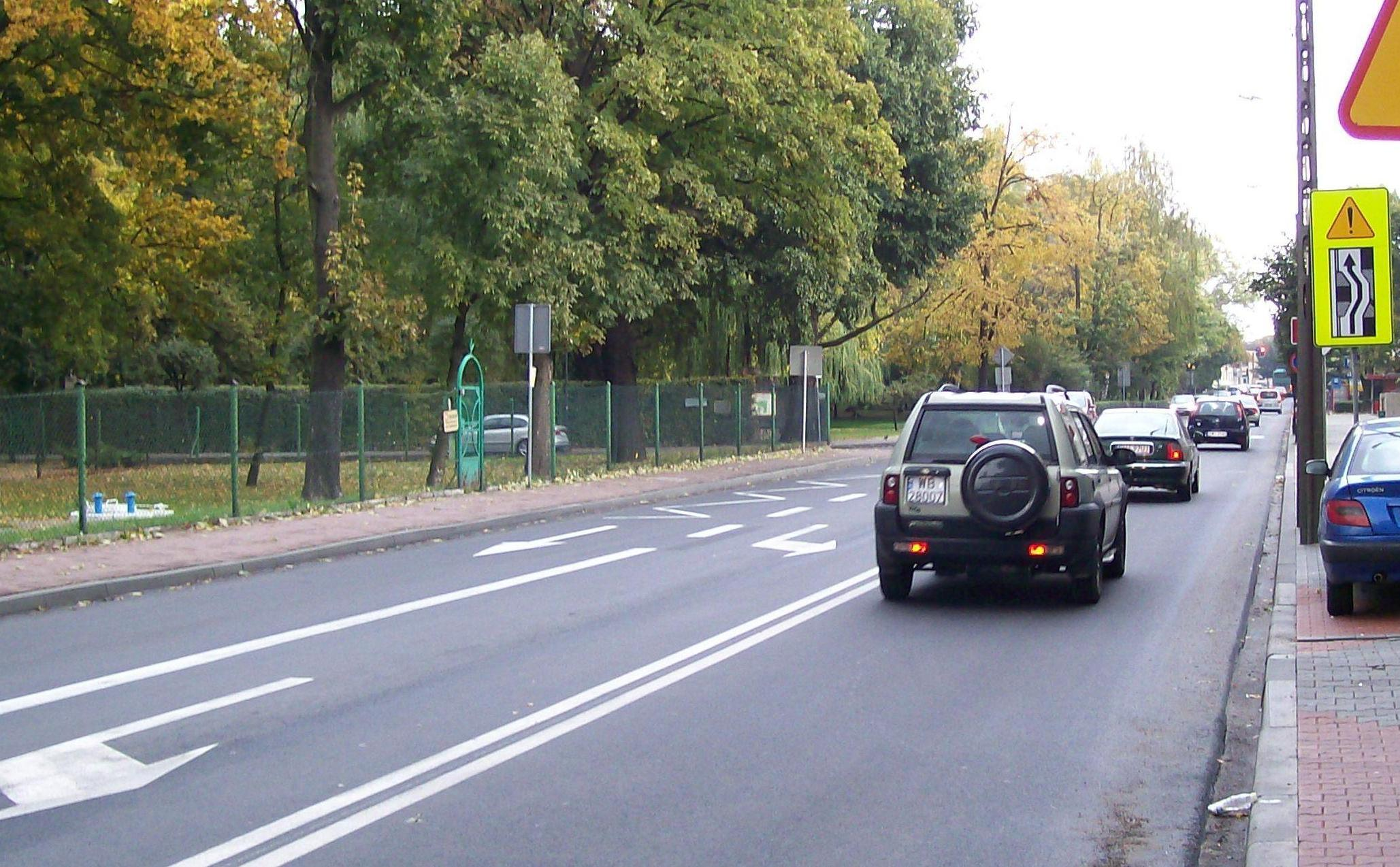
Вулиця Пілсудського у Велюні

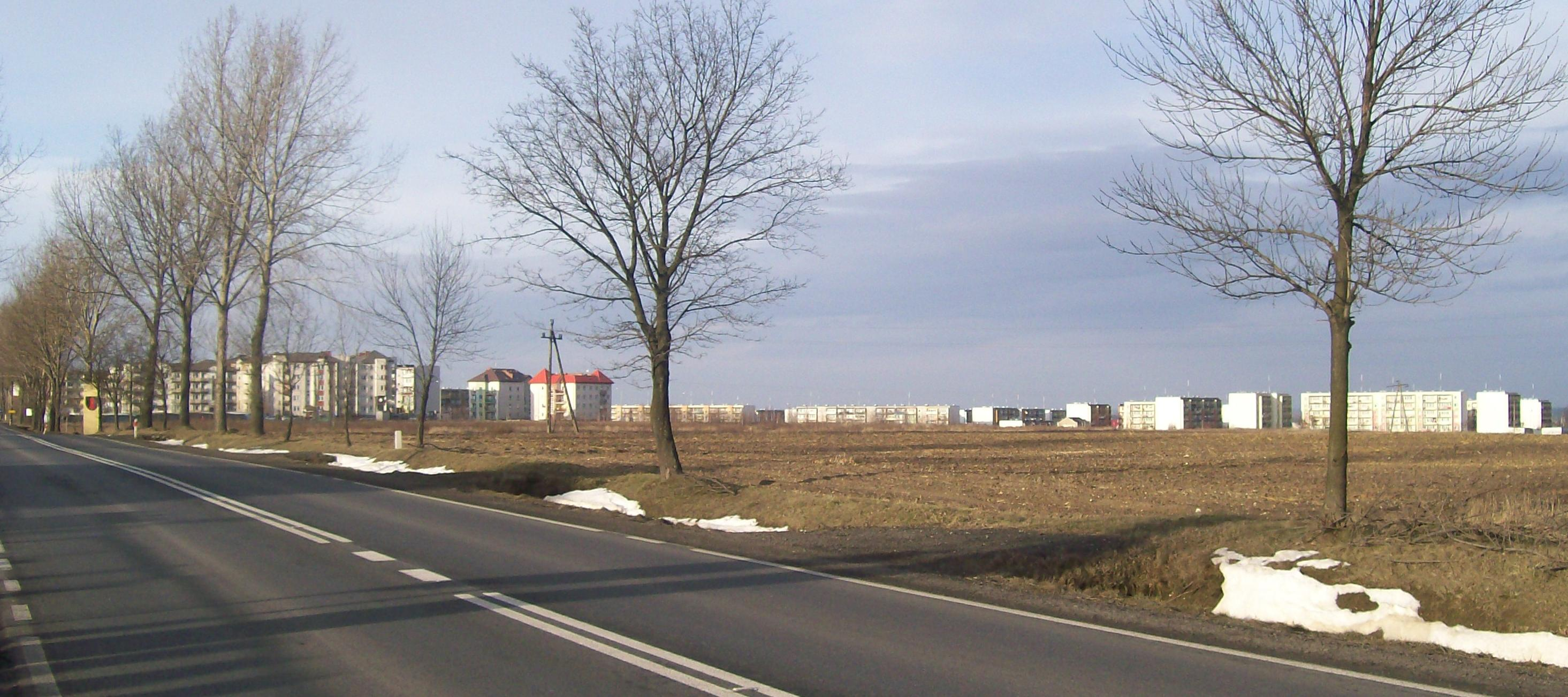
Фрагмент дороги 43 з видом на житловий масив Старі Сади у Велюні

Вже в середині ХІХ століття ця траса була дорогою з твердим покриттям. У міжвоєнний період цей шлях був важливим дорожнім сполученням. У журналі «Drogowiec» за 5 березня 1939 року вздовж її маршруту було позначено заплановану магістраль, але вона так і не була реалізована. Потім, за часів Польської Народної Республіки, до 1985 року вона існувала як державна дорога, яка сполучала Велюнь із тодішніми міжнародними дорогами E12 (Валіхнови) та E16 (Ченстохова). З 1985 року є дорогою державного значення. У 1986—2000 роках номер 43 було присвоєно нинішній національній дорозі № 11 (Плешев — Битом).
У 2006—2007 роках було відремонтовано дорогу на ділянках Велюнь — Калуже та Далахов — Рудники. У 2007—2008 роках реконструювали дорогу на ділянці Клобуцьк — Льгота. Дорогу звужено відповідно до вказівок GDDKiA з 11 до 8 метрів, набуло нового покриття, додано підсобних доріг, тротуарів, майданчиків на зупинках, поглиблено канави з обох боків.
У листопаді 2009 року введено в експлуатацію об'їзну дорогу Кшепіце. Об'їзна дорога має клас прискореної магістральної дороги (ГП), включає два мости, віадук і три перехрестя з окремими лівими поворотами.
Також у 2009 році було капітально перебудовано дорогу на ділянці між Рудниками та Явожно.

## Поточний стан
Найгірший стан доріг у місті Ченстохова. GDDKiA o/Катовіце профінансувало оновлення дороги між Кшепіце та Клобуцьком, у містах Опатув та Валенчув — пішохідні та велосипедні доріжки, окремі смуги для лівого повороту та укріплення дорожньої конструкції.
Лодзька філія GDDKiA запланувала реконструкцію єдиної неремонтованої ділянки дороги 43 у Лодзькому воєводстві. Ця ділянка складається з вулиць Велюня: Пілсудського та фрагмента Краківське передмістя. Для цього двічі оголошували тендери на виготовлення документації для реконструкції. Жоден з тендерів не пройшов, тому вирішили відремонтувати лише цю ділянку дороги. Дорогу було відремонтовано в серпні 2009 року.

## Важливі міста вздовж маршруту 43
- Велюнь (DK45) — об'їзд NS (планується)
- Рудники (DK42)
- Кшепіце — об'їзд
- Oпатув
- Клобуцьк — об'їзд (планується)
- Ченстохова (DK91, DK46)